# 法中委员会
法中委员会（Comité France Chine）于1979年1月由法国雇主协会、法国对外贸易中心、巴黎工商会联合发起成立。其主要任务是促进中法两国经济贸易关系的发展；向法国企业提供和介绍有关中国经济贸易发展的信息。现有会员120多家，包括一些与中国有多年经济贸易关系的大企业、大银行及著名律师事务所等。该委员会自成立以来，做了大量加强两国经济贸易关系的工作，每年接待中国众多访问法国的团组，并组织法方企业赴华考察。 自１９９５年至今，法中委员会每年都会在中国举办“法中经济研讨会”。此外，近几年法中委员会还举办中法市长圆桌会议，加强中法城市间在经济、技术等方面的合作。